# Ceryx barombina
Ceryx barombina är en fjärilsart som beskrevs av M.Gaede 1926. Ceryx barombina ingår i släktet Ceryx och familjen björnspinnare. Inga underarter finns listade i Catalogue of Life.